# Ardisia manglillo
Ardisia manglillo är en viveväxtart som beskrevs av José Cuatrecasas. Ardisia manglillo ingår i släktet Ardisia och familjen viveväxter. Inga underarter finns listade i Catalogue of Life.